# Braye-sous-Faye
Braye-sous-Faye és un municipi francès, situat al departament de l'Indre i Loira i a la regió de Centre – Vall del Loira. L'any 2007 tenia 328 habitants.

## Demografia

### Població
El 2007 la població de fet de Braye-sous-Faye era de 328 persones. Hi havia 146 famílies, de les quals 48 eren unipersonals (32 homes vivint sols i 16 dones vivint soles), 41 parelles sense fills, 37 parelles amb fills i 20 famílies monoparentals amb fills.
La població ha evolucionat segons el següent gràfic:
Habitants censats

### Habitatges
El 2007 hi havia 177 habitatges, 147 eren l'habitatge principal de la família, 13 eren segones residències i 17 estaven desocupats. 171 eren cases i 5 eren apartaments. Dels 147 habitatges principals, 115 estaven ocupats pels seus propietaris, 24 estaven llogats i ocupats pels llogaters i 8 estaven cedits a títol gratuït; 3 tenien una cambra, 11 en tenien dues, 22 en tenien tres, 42 en tenien quatre i 69 en tenien cinc o més. 127 habitatges disposaven pel capbaix d'una plaça de pàrquing. A 64 habitatges hi havia un automòbil i a 62 n'hi havia dos o més.

### Piràmide de població
La piràmide de població per edats i sexe el 2009 era:
| Homes | Edats   | Dones |
| ----- | ------- | ----- |
| 0     | 95 o +  | 0     |
| 0     | 90 a 94 | 0     |
| 4     | 85 a 89 | 12    |
| 4     | 80 a 84 | 0     |
| 4     | 75 a 79 | 4     |
| 0     | 70 a 74 | 8     |
| 16    | 65 a 69 | 16    |
| 20    | 60 a 64 | 0     |
| 0     | 55 a 59 | 12    |
| 4     | 50 a 54 | 12    |
| 20    | 45 a 49 | 16    |
| 16    | 40 a 44 | 4     |
| 32    | 35 a 39 | 16    |
| 0     | 30 a 34 | 8     |
| 0     | 25 a 29 | 4     |
| 16    | 20 a 24 | 0     |
| 20    | 15 a 19 | 16    |
| 8     | 10 a 14 | 24    |
| 0     | 5 a 9   | 16    |
| 8     | 0 a 4   | 0     |

## Economia
El 2007 la població en edat de treballar era de 205 persones, 147 eren actives i 58 eren inactives. De les 147 persones actives 138 estaven ocupades (73 homes i 65 dones) i 9 estaven aturades (4 homes i 5 dones). De les 58 persones inactives 21 estaven jubilades, 18 estaven estudiant i 19 estaven classificades com a «altres inactius».

### Ingressos
El 2009 a Braye-sous-Faye hi havia 145 unitats fiscals que integraven 331 persones, la mediana anual d'ingressos fiscals per persona era de 15.799 €.

### Activitats econòmiques
Dels 12 establiments que hi havia el 2007, 4 eren d'empreses de construcció, 7 d'empreses de comerç i reparació d'automòbils i 1 d'una empresa de transport.
Dels 3 establiments de servei als particulars que hi havia el 2009, 1 era un paleta, 1 guixaire pintor i 1 fusteria.
Dels 3 establiments comercials que hi havia el 2009, 2 eren botigues de roba i 1 una joieria.
L'any 2000 a Braye-sous-Faye hi havia 18 explotacions agrícoles que ocupaven un total de 819 hectàrees.

## Equipaments sanitaris i escolars
El 2009 hi havia una escola elemental integrada dins d'un grup escolar amb les comunes properes formant una escola dispersa.

## Poblacions més properes
El següent diagrama mostra les poblacions més properes.